# ОШ „Ђура Јакшић” Раковица
ОШ „Ђура Јакшић” је основна школа у општини Раковица у Београду. Налази се у улици Канарево брдо бр. 2. Основана је 1932. године.

## Историјат
Основна школа „Ђура Јакшић“ налази се у Општини Раковица. Основана је 1932. године декретом Министарства просвете. Почела је с радом у насељу Коштуњак, у приватној згради Душана Илића. Имала је једну учионицу и једног учитеља, Стојана Несторовића, који је био уједно и први управник школе.
Од 1957. године школа почиње да ради као осмогодишња, а настава се одвија у три различите зграде. Године 1958. школа се сели у нову зграду, на данашњем месту, у улици Канарево брдо бр. 2.
Школа је добила име по српском песнику и сликару Ђури Јакшићу.
У априлу 2023. године, медијска личност и бивши криминалац Кристијан Голубовић се појавио у школи поводом снимања спота за песму музичке групе Црни Церак. Коришћење учионице школе за снимање спота за песму је виђено као злоупотреба школског простора и наишло је на оштре критике јавности и реакцију Министарства просвете, које је затражило хитан надзор ОШ "Ђура Јакшић". Директорка школе Тамара Јелић је рекла да није била обавештена о доласку Кристијана Голубовића у школу и да група која је снимала спот промовише борбу против насиља. У мају исте године Министарство просвете је сменило директорку школе Тамару Јелић након што је просветна инспекција утврдила незаконитости у раду, а запослени школе су најавили штрајк поводом одлуке Министарства просвете, за коју сматрају да је неоснована.

## Школа данас
Школа има око 600 ученика распоређених у две смене. Старији разреди иду пре подне, а млађи се смењују недељно.
Школа организује разне врсте секција. Млађим ученицима првог и другог разреда на располагању су слободне активности из разних области. Ученицима трећег разреда на располагању су математичка, музичка и спортска секција. Старијим ученицима на располагању биолошка, музичка, историјска, библиотечка, ликовна, драмско-рецитаторска и многе друге секције.
Од школске 2014/2015. године школа је покренула електронски часопис „Ђурин одмор“. Часопис извештава о дешавањима у школи и разним занимљивостима. Часопис уређују ученици и професори школе.